# Rassenhygienische Forschungsstelle

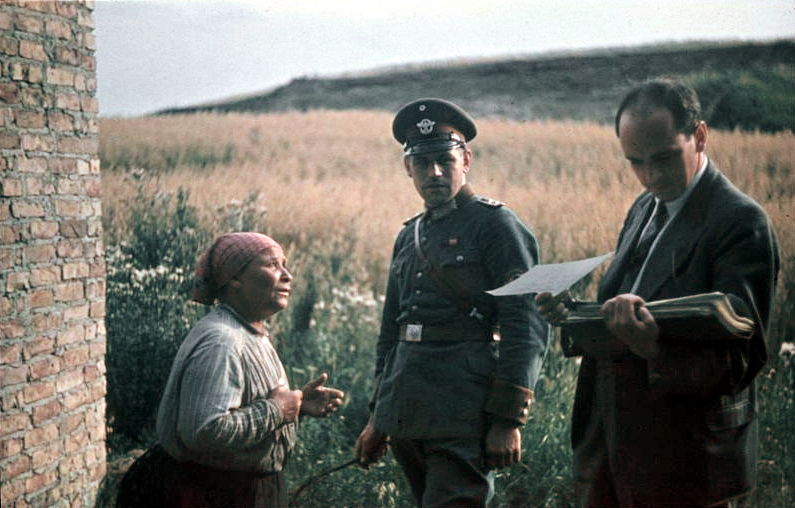
„Zigeunererfassung“ in Polizeibegleitung. Robert Ritter bei der Feldarbeit (Bild der RHF)

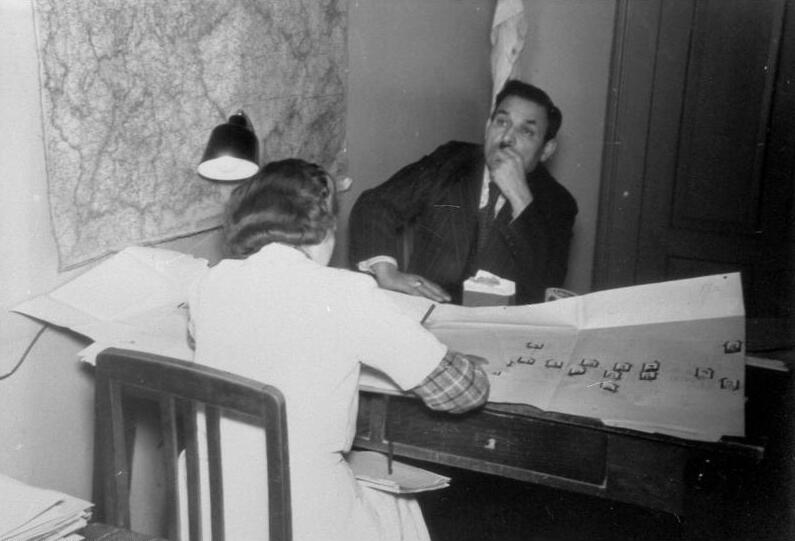
„Zigeunererfassung“, Aufbau der Genealogien (Bild der RHF)

Die 1936, also zur Zeit des Nationalsozialismus, gegründete Rassenhygienische und bevölkerungsbiologische Forschungsstelle (kurz RHF) des Reichsgesundheitsamts unter der Leitung von Robert Ritter erarbeitete schwerpunktmäßig und in enger Zusammenarbeit mit der Polizei die Begutachtungen von ca. 30.000 vor allem im Deutschen Reich lebenden „Zigeunern“. Die RHF lieferte so die pseudowissenschaftliche Grundlage für die Ermordung und Zwangssterilisation Tausender Sinti und Roma.
Daneben wurden KZ-Häftlinge und Insassen von Jugendkonzentrationslagern begutachtet. Sitz der RHF war zunächst Tübingen, der Wohnort Ritters, dann die Reichshauptstadt Berlin. Vor Kriegsende erfolgte die Auslagerung u. a. zur Sicherheitspolizeischule Drögen in Fürstenberg/Havel rund 100 km nördlich von Berlin. In unmittelbarer Nähe lagen das Jugend-KZ Uckermark und das KZ Ravensbrück.
Nach 1945 wurden in der Bundesrepublik das von der RHF geschaffene „Zigeunersippenarchiv“, also die „Planungsunterlagen des Völkermordes“ (Benno Müller-Hill), weiter durch die Polizei genutzt. Keiner der Mitarbeiter der RHF wurde für seine Tätigkeit disziplinar-, standes- oder strafrechtlich belangt.

## Gründung, organisatorische Zugehörigkeit, Finanzierung und Ziele

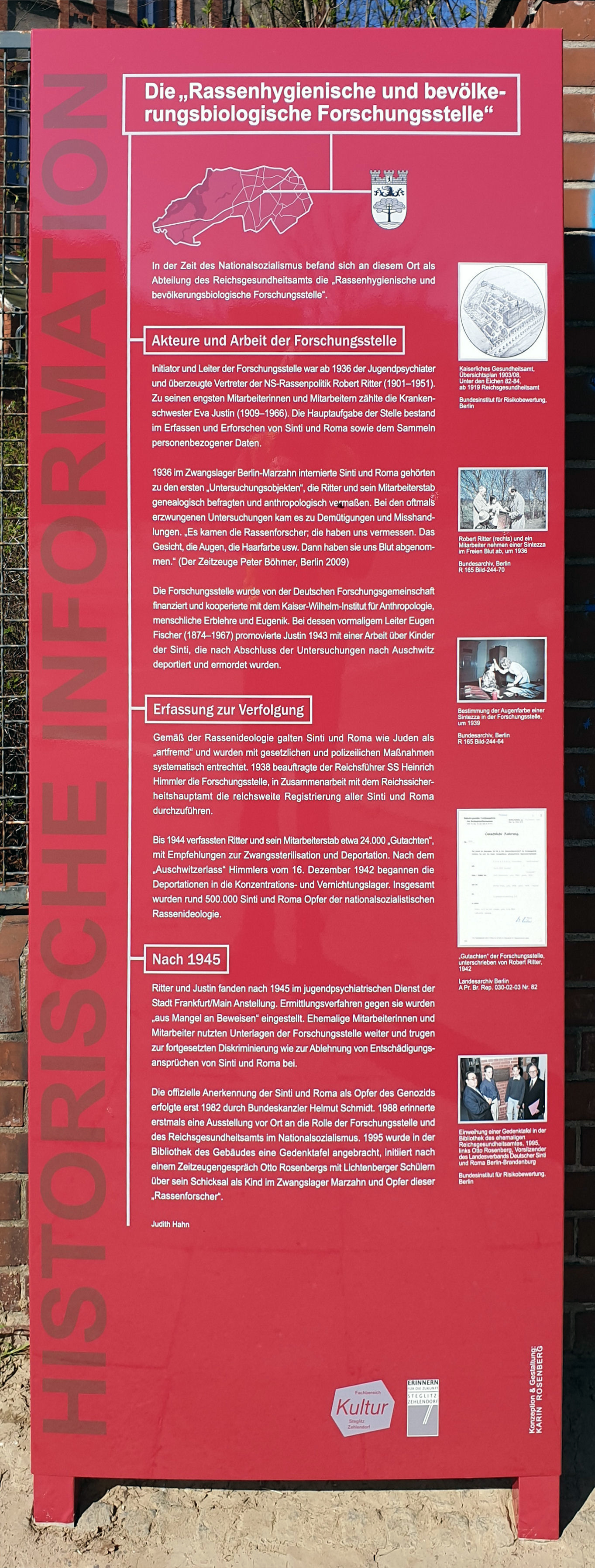
Gedenktafel, Unter den Eichen 82, in Berlin-Dahlem

Die RHF wurde im August 1936 auf Veranlassung des Leiters der Abteilung Volksgesundheit im Reichsministerium des Innern, Arthur Gütt, als Institut des Reichsgesundheitsamtes gegründet. Leiter wurde der Tübinger Arzt Robert Ritter, er wurde am 1. April 1936 für seine neue Aufgabe freigestellt.S. 137
Schon die Institutsbenennung als Rassenhygienische und bevölkerungsbiologische Forschungsstelle zeigt ihre pseudowissenschaftliche und rassenideologische Ausrichtung. Denn die RHF war in Wahrheit kein theoretisches Institut, sondern hatte die Aufgabe, ihre „Forschung“ in die „erbpflegerische Praxis“ überzuleiten.
Ritter wurde wegen seines rassenhygienischen Standpunkts, den er seit Anfang der 1930er Jahre vertrat, als Leiter ausgewählt.S. 17–19 Schon 1933/34 war er auf die Idee verfallen, versteckte „Zigeunerpopulationen“ in Württemberg aufzudecken.S. 135 Auf dem internationalen Bevölkerungskongress, der 1935 unter der Leitung Eugen Fischers in Berlin stattfand, hielt er den Vortrag „Erbbiologische Untersuchungen innerhalb eines Züchtungskreises von Zigeunermischlingen und asozialen Psychopathen'“.S. 135 Auch die praktische Seite kannte Ritter; er leitete in Tübingen seit 1934 eine Eheberatungsstelle, deren Träger neben der Nervenklinik auch die Ortsgruppe der Deutschen Gesellschaft für Rassenhygiene war.S. 135 1936 war er zum stellvertretenden Amtsarzt in Tübingen und damit zum Mitglied des Erbgesundheitsgerichtes aufgestiegen.S. 136 Ritters Habilitation mit dem Titel Ein Menschenschlag. Erbärztliche und erbgeschichtliche Untersuchungen über die durch 10 Geschlechterfolgen erforschten Nachkommen von ‚Vagabunden, Jaunern u. Räubern‘ (erschienen 1937) steht paradigmatisch für seine rassenhygienischen und erbdeterministischen Ideen. Diese wurden von den universitär orientierten Rassenhygienikern als drittklassig eingeschätzt.
Die exakte Bezeichnung der RHF und ihre organisatorische Zuordnung wandelten sich im Laufe der Zeit. 1938 berichtete Ritter im Reichs-Gesundheitsblatt aus der „Abteilung für Erb- und Rassenpflege des Reichsgesundheitsamtes“ als Leiter der „Rassenhygienischen Forschungsstelle“. Die RHF war zu diesem Zeitpunkt der 1937 von Ferdinand von Neureiter gegründeten und auch von diesem geleiteten „Kriminalbiologischen Forschungsstelle des Reichsgesundheitsamtes“ untergeordnet, mit der sie 1940, nach der Berufung von Neureiters an die Reichsuniversität Straßburg, unter der Leitung Ritters zum „Kriminalbiologischen Institut beim Reichsgesundheitsamt“ fusionierte.S. 29, 31
1940 gab Ritter als Amtsbezeichnung an: „Leiter der rassenhygienischen und bevölkerungsbiologischen Forschungsstelle des Reichsgesundheitsamts“. Ab 1941 lautete die Bezeichnung „Rassenhygienische und Kriminalbiologische Forschungsstelle des Reichsgesundheitsamtes“. Die Bezeichnung auf den von der RHF bis mindestens 1944 erstellten „Gutachterlichen Äußerungen“, die als individuelle Rassegutachten für „Zigeuner“ dienten, blieb weiterhin „Rassenhygienische Forschungsstelle des Reichsgesundheitsamtes“ (Leiter: Robert Ritter). Ritter wurde 1941 zusätzlich Leiter des „Kriminalbiologischen Institutes der Sicherheitspolizei und des SD“ (KBI) und hatte damit sowohl im Reichsgesundheitsamt als auch im Reichssicherheitshauptamt eine Leitungsfunktion inne. Die Verwendung des Wortes Institut statt „Forschungsstelle“ hatte einen taktischen Grund, „Forschung“ wurde von vielen Dienststellen im Dritten Reich als nicht unmittelbar kriegswichtig angesehen, die Folge konnte etwa die Verweigerung von Zurückstellungen vom Kriegsdienst oder von finanziellen Mitteln sein. Ritter bezeichnete die Zusammenarbeit von RHF und KBI zunächst als Arbeitsgemeinschaft, ließ aber 1944 die Mitglieder der RHF in das als kriegswichtig eingestufte KBI übernehmen.
Aufgrund der oft nur leicht voneinander abweichenden Bezeichnungen und der personellen Kontinuität wird in der Literatur auch die Bezeichnung Forschungsstelle Ritter ohne institutionelle Zuordnung verwendet.
Schwerpunkt der Arbeit der RHF bildete die Erfassung und Begutachtung der deutschen und österreichischen „Zigeuner“ (Ritter) und „Zigeunermischlinge“ (Ritter). Die Erfassung fand in enger Kooperation mit verschiedenen Polizeibehörden statt.
Die Finanzierung wurde auch über „Drittmittel“ gesichert. Die RHF bzw. Ritter gehörten von 1935 bis Frühjahr 1944 zu den bevorzugten Beihilfeempfängern der Deutschen Forschungsgemeinschaft (DFG). Die DFG-Gutachter waren Ernst Rüdin und Robert Eugen Gaupp. Befürwortet wurden Ritters Förderanträge vom Präsidenten des Reichsgesundheitsamtes Hans Reiter.S. 140f. Weitere Gelder schoss der Reichsforschungsrat (RFR) zu.

### Mitarbeiter der RHF
Das Personal der RHF bestand aus Rassenkundlern, Volkspflegerinnen, Ärzten, Genealogen, Fotografen, Stenotypistinnen und weiteren Hilfskräften:
- Robert Ritter (Leiter, Arzt, „Fliegende Arbeitsgruppe“)
- Eva Justin (Krankenschwester, Ritters Stellvertreterin, „Fliegende Arbeitsgruppe“)
- Sophie Ehrhardt (Anthropologin, „Fliegende Arbeitsgruppe“)
- Adolf Würth (Anthropologe „Fliegende Arbeitsgruppe“)
- Gerhart Stein (Arzt, SA-Mann, „Fliegende Arbeitsgruppe“)
- Karl Moravek (Anthropologe, „Fliegende Arbeitsgruppe“)[21][22]
- Ruth Kellermann, geborene Hesse (Rassen- und Volkskundlerin, „Fliegende Arbeitsgruppe“)[23]
- Frau Callies(s), Volkspflegerin[24]
- Ruth Helmke, Genealogin[4]S. 68, 214, 257[25]
- Frau Betz[26]
- Fräulein Olboeter[27]
- Fräulein Lützkendorf[28]
- Frau Plonz[28]
- Frau Kraus[28]
- Fräulein von Witzenmleben[28]
- Hans Wetzel[29]

Würth und Justin waren schwerpunktmäßig mit Sinti beschäftigt, das Spezialgebiet von Ehrhardt waren bis 1942 die ostpreußischen Sinti. Moravek und, nach dessen Kriegstod, Justin waren für Roma zuständig, Kellermann beschäftigte sich mit den Lalleri und Roma.
Sonstige Kooperanten
- Karin Magnussen, nachmalige Lehrerin des Landes Bremen, ließ sich von Josef Mengele aus Auschwitz die Augen mehrerer ermordeter Sinti-Kinder schicken, wenn sie Zwillinge gewesen waren und heterochrome Augenfarben hatte. Zuvor, zu Lebzeiten, waren z. T. an den Augen Menschenversuche durchgeführt worden. Sie versteckte die konservierten Augen bis 1990 bei sich.

### „Zigeunerforschung“

#### Aufbau des „Zigeunersippenarchivs“ durch „Fliegende Arbeitsgruppen“ – die reichsweiten Erfassungen 1937–1940
Laut Ritter und der RHF galten „Mischlinge“ als für den Bestand einer „gesunden Volksgemeinschaft“ besonders gefährlich. Ritter behauptete, es handle sich bei 90 Prozent der „Zigeuner“ um „Mischlinge“. Er beanspruchte, sich dabei auf „großangelegte kriminalbiologische Untersuchungen“ stützen zu können, die einen „viel höheren Grad von Kriminalität“ bei „Mischzigeunern“ als bei „unvermischten Wanderzigeunern“ beweisen würden. Dem lag das völkisch-rassische Axiom einer eingeborenen „nomadischen“ Lebensweise von „Zigeunern“ zugrunde, die allein „artgerecht“ sei. Sesshafte, demnach „entartete“ Angehörige der Minderheit müssten „Mischehen“ mit „entarteten“ Angehörigen der Mehrheitsbevölkerung eingegangen und der Kriminalität verfallen sein. Tatsächlich gab es die von Ritter angeführten Untersuchungen nicht. Die These von der Schädlichkeit der Rassenmischung gehörte zu den Grundannahmen der Rassenhygieniker spätestens seit Eugen Fischers paradigmatischen Werk Die Rehobother Bastards und das Bastardierungsproblem beim Menschen (Jena 1913). Jedoch ist diese zentrale These der Erbbiologen – nicht allein in Bezug auf die damals unter dem „Zigeuner“-Begriff zusammengefassten Personengruppen – als ebenso abwegig anzusehen, wie die Anwendung der Erbgesundheitslehre als erkenntnisleitende Theorie fragwürdig ist. Trotz großer Bemühungen mussten Ritter und die Forschungsstelle nach Michael Zimmermann einräumen, dass „eine einheitliche Körperkonstitution der Zigeuner nicht existiere und dass folglich ihre ‚Körperbaumerkmale‘ und ‚Krankheitserscheinungen‘ nicht mit ihren vorgeblich ‚kriminellen Handlungsweisen‘ korrelierbar seien. Der 1939/40 in der RHF beschäftigte Karl Morawek konstatierte bei seinen Messungen und Farbbestimmungen an 113 burgenländischen Roma sogar ‚nordische Einschläge‘. Der Versuch einer Rassenkonstruktion über biologische Kennzeichen wurde gegenüber den Zigeunern mithin bald aufgegeben.“
Ab dem Winter 1937/38 durchkämmten „Fliegende Arbeitsgruppen“ der RHF „Barackenlager und Armenquartiere“ (Ritter) – die Arbeit beschränkte sich jedoch nicht auf solche Plätze – und erfassten erstmals 2400 „Zigeuner“. Betroffene wurden von der Polizei zur rassenkundlichen Untersuchung vorgeladen oder in Gefängnissen aufgesucht, wie die Arbeitsberichte bzw. Tageslisten der RHF ausweisen. Die dabei gewonnenen personalisierten Daten bildeten die Grundlage des „Zigeunersippenarchivs“ der RHF.

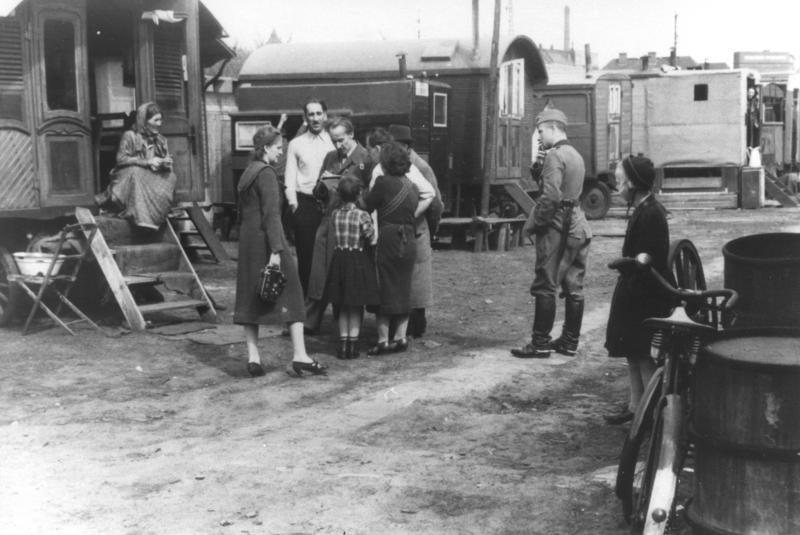
Erfassung des RHF in Hamburg 1938 mit Polizeibegleitung (Bild der RHF)
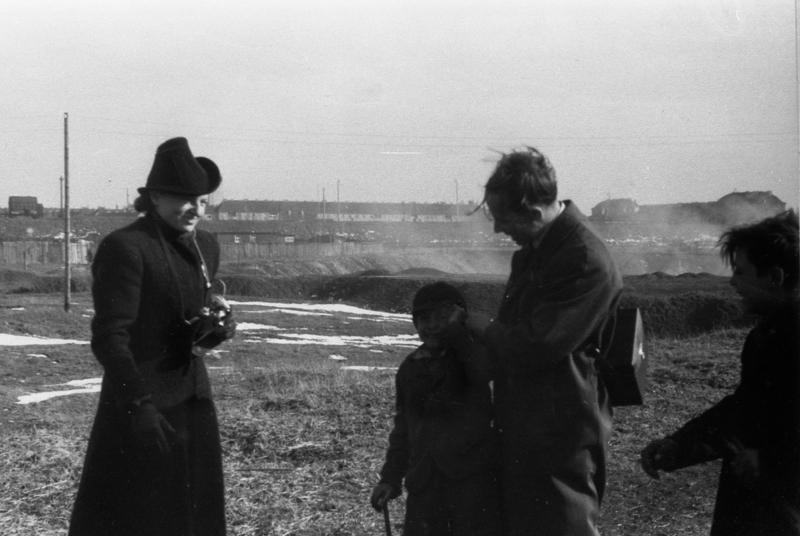
Mitarbeiter der RHF erfassen im Zigeunerlager Köln-Bickendorf (Bild der RHF)
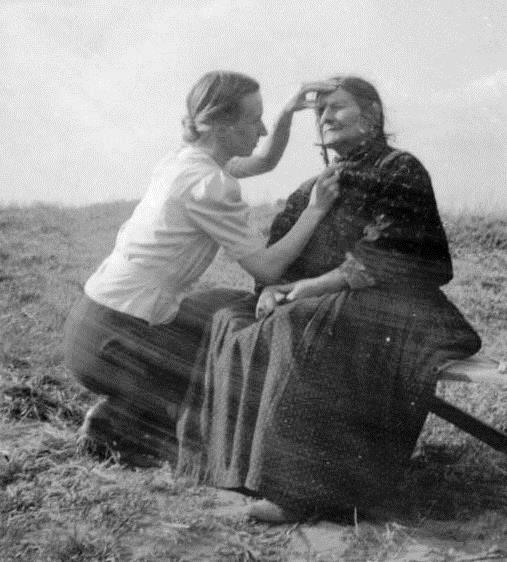
Erfassungsarbeit im April 1938 durch Eva Justin in Stein in der Pfalz (Bild der RHF)
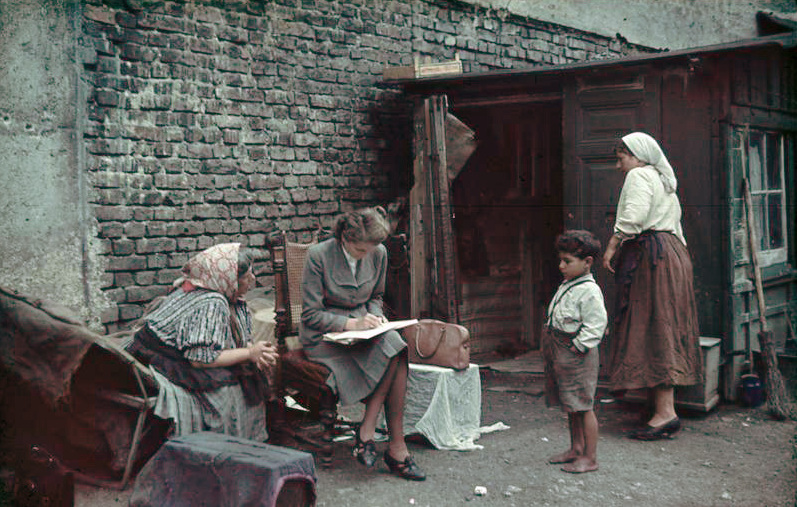
Ort unbekannt (Bild der RHF)
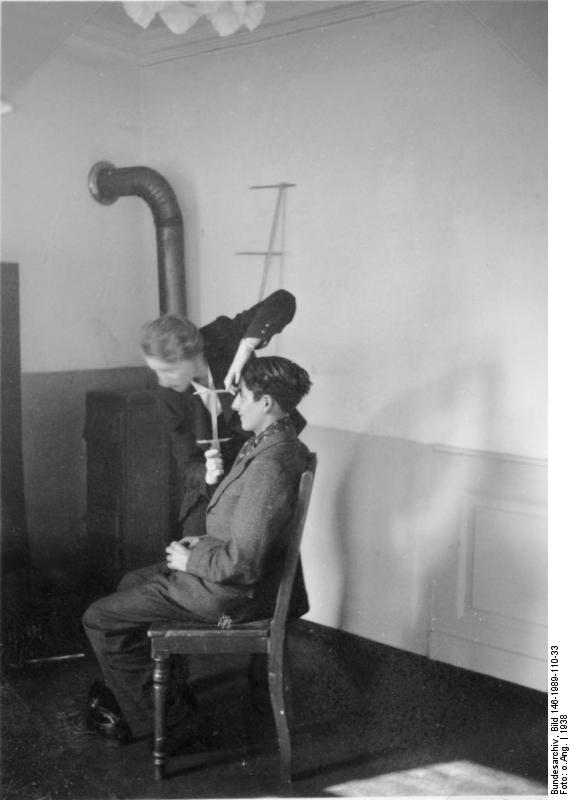
1938 Vermessung (Bild der RHF)
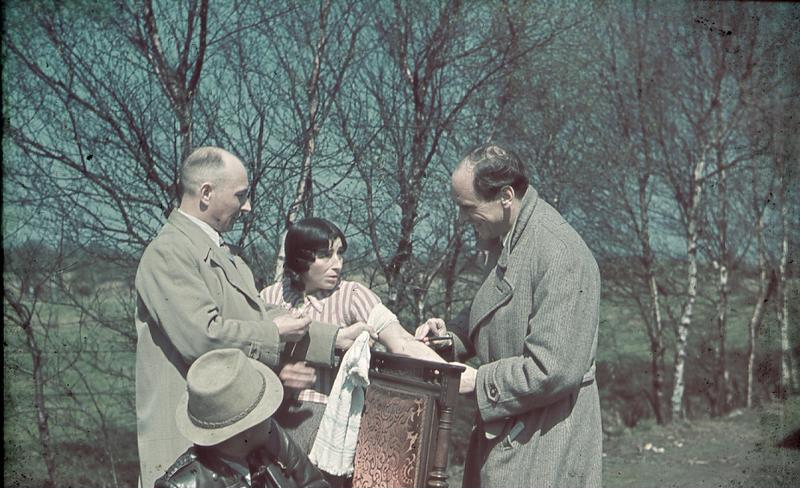
Blutentnahme auf der Landstraße (Bild der RHF)
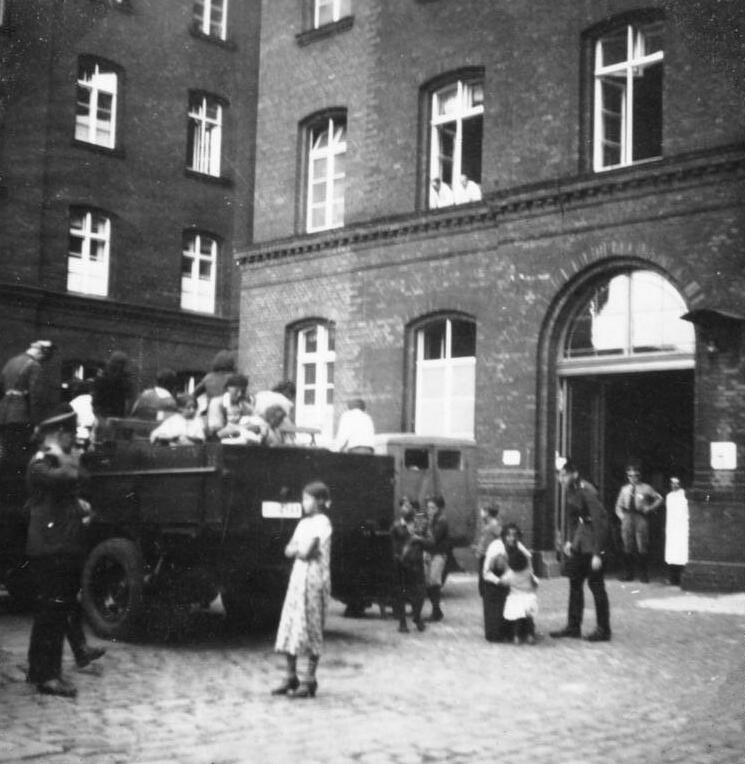
„Zigeunerschub“ 1938 Berlin (Bild der RHF)

### 1938: Himmlers Runderlass zur „Bekämpfung der Zigeunerplage“ sichert die Existenz der RHF
Am 8. Dezember 1938 verfügte ein Runderlass Heinrich Himmlers „betr. Bekämpfung der Zigeunerplage“, zu dem die RHF Vorarbeiten geleistet hatte, die „Regelung der Zigeunerfrage aus dem Wesen dieser Rasse heraus“. Die RHF wurde mit der Erstellung von „Gutachtliche Äußerungen“ genannten Rassegutachten beauftragt, für die sie vom Reichskriminalpolizeiamt mit 5 RM pro Gutachten entlohnt wurde.

#### Die gutachtlichen Äußerungen
Ein nach außen sichtbares Ergebnis der Erfassungen und des Aufbaus des „Zigeunersippenarchivs“ waren die „Gutachtlichen Äußerungen“, die von Ritter, Justin oder Ehrhardt unterzeichnet wurden. Sie waren ein einseitiger Vordruck, in den „auf Grund der Unterlagen, die sich im Zigeunersippenarchiv der Forschungsstelle befinden“ und der „bisher durchgeführten rassenkundlichen Sippenuntersuchungen“ (Formulartext) neben Personendaten nur eine Beurteilung als „Zigeuner“ oder „Zigeunermischling“ in vielen Zwischengraden eingetragen wurden. Jeglicher Hinweis auf die Methode, mit der diese Beurteilung erfolgte, oder die Wiedergabe einzelner Merkmale oder Messwerte fehlen auf dem Formular.

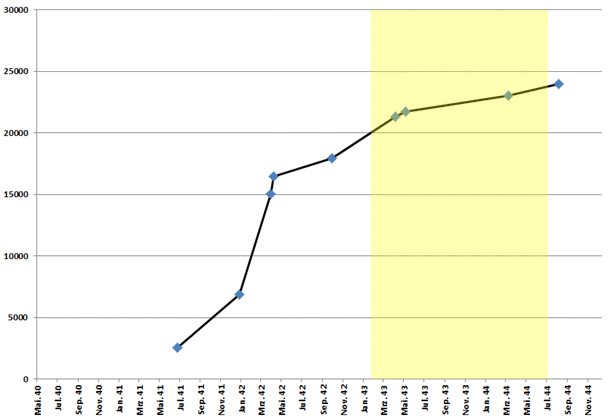
Zahl (fortlaufende Nummer) der Gutachtlichen Äußerungen der Rassenhygienische Forschungsstelle. Die Zeitachse beginnt mit der Maideportation. Gelb: Zeitraum, in dem das Zigeunerlager Auschwitz betrieben wurde. (Quelle für Zahlen siehe Artikeltext).

Die Zahl der Gutachten nahm im Laufe der Jahre immer mehr zu. Ritter schrieb am 4. Februar 1942 an die DFG von 15.000 abschließend bearbeiteten „Zigeunerfällen“ am 23. März 1943 waren es schon 21.498 Fälle. Die Bearbeitung im Altreich und der Ostmark sei damit „im Groben beendet“, trotzdem erhöhte sich in einer Meldung Ritters an die DFG vom 30. Januar 1944 die Zahl auf 23.822 „Zigeuner“ und „Zigeunermischlinge“.
Hiermit korrespondiert die vermutlich fortlaufende Nummerierung auf den „Gutachterlichen Äußerungen“ (Nummer 2543 stammt vom 14. Juli 1941, 6848 vom 14. Januar 1942, 15.061 vom 17. April 1942, 16.468 vom 27. April 1942, 17.691 vom 14. Oktober 194? 21323 vom 25. Februar 1943, 21.732 vom 27. Mai 1943, 23.034 vom 29. März 1944 23.986 vom 26. August 1944). Auffällig ist, dass bei der Maideportation 1940 (siehe unten) bereits 2300 Personen begutachtet wurden, 1941 aber erst die Gutachtliche Äußerung 2543 erstellt wurde.
Ab 1941 gab es dadurch einen erhöhten Bedarf an diesen Gutachten, weil das Oberkommando der Wehrmacht am 11. Februar 1941 per Erlass den Ausschluss von „Zigeunern“ aus Heer, Marine und Luftwaffe geregelt hatte. Das Reichskriminalpolizeiamt (RKPA) sollte dazu besondere Erfassungslisten, getrennt nach „vollblütigen Zigeunern“ und „Zigeunermischlingen“ mit Angabe des Geburtsorts sowie der Anschrift erstellen.
Die individuelle Begutachtung hinkte zeitlich erheblich der Übersicht von Mitte 1940 (siehe unten) hinterher. Die Zahlen erhöhten sich selbst dann noch, als aufgrund des Auschwitz-Erlasses vom Dezember 1942 ab Februar 1943 Massendeportationen in das eigens eingerichtete Zigeunerlager Auschwitz stattfanden. Ritters Zahl von 23.822 abgeschlossener Fälle vom 30. Januar 1944 liegt um 14 % höher als die andernorts genannte Zahl der Häftlinge im Zigeunerlager Auschwitz.
Bereits vor 1940 erfasste und bewertete die RHF auch Häftlinge in Konzentrationslagern wie etwa dem KZ Buchenwald.

#### Maideportation 1940

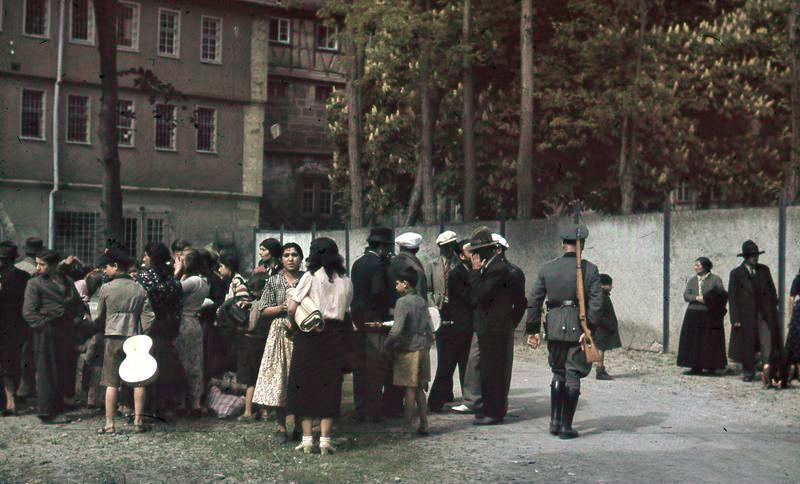
Deportation Mai 1940, Sinti unter Polizeibewachung in der Festung Hohenasperg (Bild der RHF)

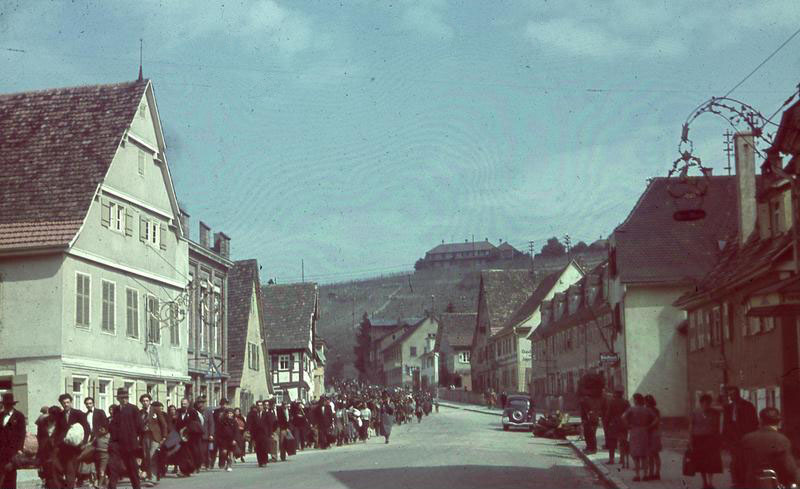
Deportation Mai 1940, Sinti werden von der Polizei durchs Dorf geführt (Bild der RHF)

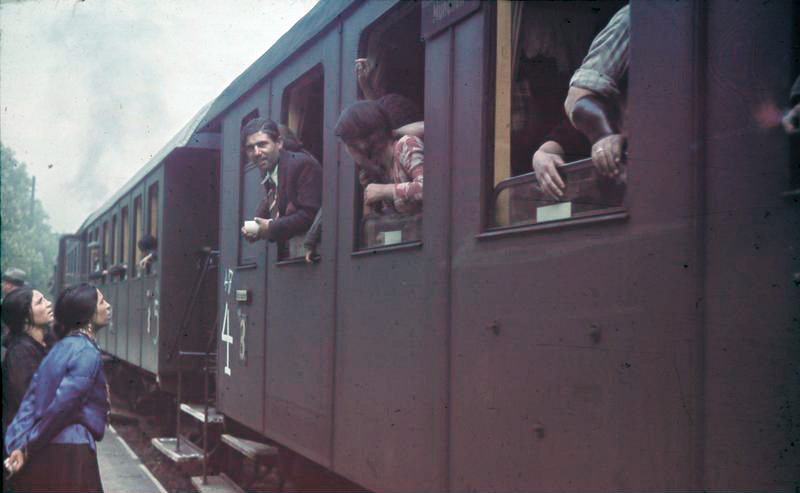
Deportation Mai 1940, Zug ins Generalgouvernement (Bild der RHF)

Nach dem Überfall auf Polen fand am 21. September 1939 in Berlin eine Leiterkonferenz des RSHA über die künftige Rassenpolitik statt. Bei dieser oder anderen Besprechungen des Herbstes 1939 im RSHA waren Vertreter der RHF beteiligt. Auf Anregung der RHF sei aus praktischen Erwägungen die Deportation ins Frühjahr 1940 verschoben worden. Ab Oktober 1939 ordnete das Reichskriminalpolizeiamt die Zusammenstellung von Listen an, die die Deportation ermöglichen sollten. Einen zusätzlichen Vorwand zur Verschleppung der Sinti und Roma von der Westgrenze im Mai bot, neben den rassistischen Vorstellungen der RHF, u. a. die Behauptung möglicher Spionage.
Kurz vor der Deportation hielt Ritter in Bremen vor Polizeibeamten einen Vortrag über das „Zigeunerunwesen“ und deutete die bevorstehende Deportation an.
In der Nacht vom 15. auf den 16. Mai 1940 wurden 2.500 „Zigeuner“ in Familien mit Kindern, Neugeborenen und hochbetagten Greisen über die drei Sammelpunkte Hamburg, Köln (Messegelände) und die Festung Hohenasperg deportiert, von dort erfolgte der Weitertransport ins Generalgouvernement.
An den drei Sammelpunkten wurden die Deportierten von Mitarbeitern der RHF, die sich auch gut in den polizeilichen „Zigeunerakten“ und der Struktur der polizeilichen „Zigeunerstellen“ auskannten und die entsprechenden Unterlagen mitbrachten, erneut begutachtet.
Am Sammelpunkt Festung Hohenasperg leitete Josef Eichberger von der „Reichszentrale zur Bekämpfung des Zigeunerunwesens“ die Deportation.
Diese RHF-Mitarbeiter entschieden durch ihre Einstufung der Inhaftierten als „Zigeuner“, „Zigeunermischlinge“ oder „Nichtzigeuner“ über das weitere Schicksal der Betroffenen. Eine Einstufung als „Nichtzigeuner“ bedeutete, dass die Betreffenden nach Hause geschickt wurden. Auf dem Hohenasperg wurden 22 Personen als „Nichtzigeuner“ eingestuft und zurückgeschickt. Nach dem Bericht der Polizei hatte der RHF-Mitarbeiter Adolf Würth dort „anfänglich noch weitere Personen“ „beanstandet“ d. h. als „Nichtzigeuner“ begutachtet, da aber „der Adam M. mit einer Z. verheiratet ist und er keinesfalls in der Lage ist, seine deutschblütige Abstammung nachzuweisen, wurde er auch als Z.M. bezeichnet und evakuiert.“ „Z“ ist die Abkürzung für „Zigeuner“, „ZM“ für „Zigeunermischling“.
Nach der Maideportation entstanden Berichte, die der Optimierung zukünftiger Deportationen dienen sollten, zu denen die Mitarbeiter der RHF ihre Hinweise beisteuerten.

#### Die RHF zieht Zwischenbilanz

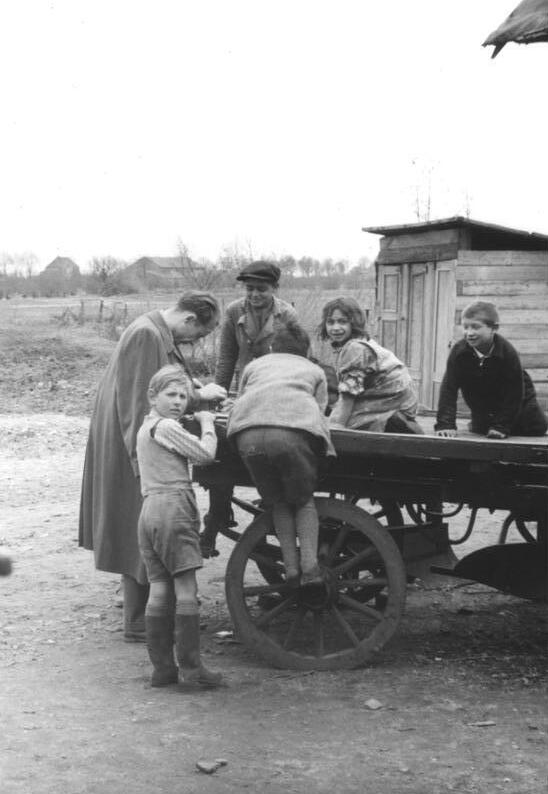
Ritter bei der Erfassung im Lager Neumünster (Bild der RHF)

Die RHF bilanzierte vermutlich Mitte 1940 nach Regionen getrennt die Zahl der „Zigeuner“, inklusive der bereits ins „Generalgouvernement umgesiedelten“, d. h. deportierten:
| Region                                         | Verblieben | „umgesiedelt“ |
| ---------------------------------------------- | ---------- | ------------- |
| Ostpreußen                                     | 2.500      |               |
| Pommern                                        | 870        |               |
| Mecklenburg/Lübeck                             | 320        |               |
| Groß-Berlin                                    | 1.930      |               |
| Kurmark                                        | 200        |               |
| Schlesien                                      | 530        |               |
| Sachsen                                        | 220        |               |
| Bayern                                         | 300        |               |
| Württemberg/Hohenzollern                       | 1.000      |               |
| Baden                                          | 500        | 150           |
| Saarpfalz                                      | 140        | 160           |
| Hessen-Nassau Kurhessen                        | 1.220      | 180           |
| Köln/Aachen Koblenz/Trier                      | 400        | 600           |
| Düsseldorf Essen                               | 1.200      | 330           |
| Ost-Hannover Süd-Hannover/Braunschweig         | 820        | 130           |
| Weser/Ems                                      | 550        | 30            |
| Schleswig-Holstein Hamburg und nördl. Hannover | 750        | 750           |
| Ostmark etwa                                   | 13.000     |               |
| Sudetenland etwa                               | 900        |               |
| Summe                                          | 29.900     | 2.330         |

Die Bilanz der Begutachtung ist erschreckend: „Insgesamt wurden an die 15.000 Menschen aus Deutschland zwischen 1938 und 1945 als ‚Zigeuner‘ oder ‚Zigeunermischlinge‘ umgebracht“, davon etwa 10.500 in Auschwitz-Birkenau.

#### Begutachtung von Georg Elser (1939)

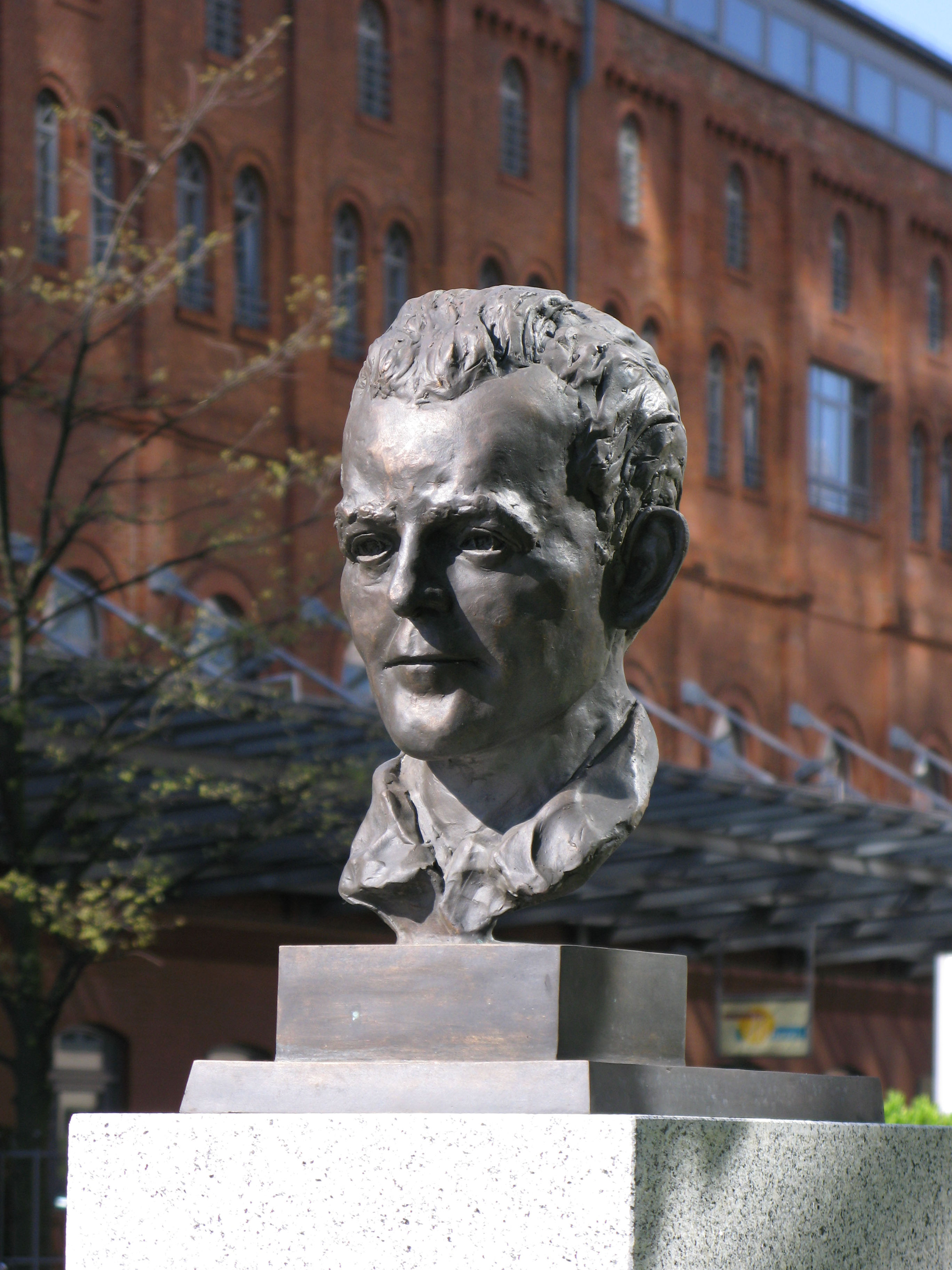
Georg Elser wurde von der RHF im Auftrag Arthur Nebes untersucht (Büste von Kay Winkler)

Ritter arbeitete schon 1936 eng mit Arthur Nebe zusammen, bei Besprechungen war Würth oft anwesend. Nebe war seit 1937 der Chef des Reichskriminalpolizeiamtes (Amt V des Reichssicherheitshauptamts). Im Auftrag Nebes untersuchte das RHF Georg Elser, der am 8. November 1939 ein Attentat auf Adolf Hitler verübt hatte. Nebe hatte vermutet, Elser sei „Zigeuner“. Bearbeiter beim RHF waren Justin und Würth.

#### Vor der Deportation nach Auschwitz
Wenige Tage vor der Deportation ins Zigeunerlager Auschwitz im Frühjahr 1943, so erinnerten sich 1965 u. a. die Überlebenden Sinti Kurt Ansin und Otto Weinlich in Gesprächen mit Reimar Gilsenbach, besuchte Robert Ritter in Begleitung von Eva Justin das Zigeunerlager Holzweg in Magdeburg, um die „Zigeunerakten“ zu ergänzen. Durchschläge befinden sich in den erhaltenen „Zigeunerpersonalakten“ im Landesarchiv Magdeburg.

### Kriminalbiologie an der Mehrheitsbevölkerung
Ritter wurde im Dezember 1941 auf Empfehlung des RSHA und des Rasse- und Siedlungshauptamt Leiter des „Kriminalbiologischen Institutes der Sicherheitspolizei und des SD“ (KBI), die Arbeit der RHF lief indessen unvermindert weiter. Als eine Aufgabe des KBI wurde der Aufbau eines Archives „aller asozialen und kriminellen Sippschaften“ definiert. Ritter und seine Mitarbeiter versuchten hier, die „bewährten“ rassenhygienischen Methoden ihrer „Zigeunerforschung“ auf weitere Bevölkerungsgruppen auszudehnen.
Die erhaltenen Akten des KBI besitzen nur einen geringen Umfang und lassen den Zweck des Institutes nur unzureichend erahnen. Erhalten sind 0,6 laufende Regalmeter, die Material zu folgenden Bereichen enthalten: „Sippenkundliche Erhebungen über Familien einzelner Strafgefangener mit Stammbäumen, Strafregisterauszügen, Leumundaussagen 1942, Erlangung von Personalien und Wohnadressen der Strafgefangenen sowie deren Angehörigen, Strafregisterauszüge, Ermittlungen von Ortspolizeibehörden, Geburtsurkunden (Karteikarten mit Anlagen) 1942, Erb- und lebensgeschichtliche Fragebögen über Insassen des Zuchthauses Rheinbach mit erbbiologischen Gutachten, Strafregisterauszügen, Anstaltsaktenauszügen 1942, Untersuchungen an Kriminellen im Zuchthaus Rheinbach 1942–1943.“

#### „Jugendschutzlager“
Die Forschungsstelle Ritter war unter anderem zuständig für die kriminalbiologische und rassenhygienische Beurteilung der Häftlinge von Jugendkonzentrationslagern, die in einem nationalsozialistischen Euphemismus „Jugendschutzlager“ oder „Jugendverwahrlager“ genannt wurden.
Ziel der Arbeit war es, „ihre Insassen nach kriminalbiologischen Gesichtspunkten zu sichten, die noch Gemeinschaftsfähigen so zu fördern, dass sie ihren Platz in der Volksgemeinschaft ausfüllen können und die Unerziehbaren bis zu ihrer endgültigen anderweitigen Unterbringung (in Heil- und Pflegeanstalten, Bewahranstalten, Konzentrationslagern usw.) unter Ausnutzung ihrer Arbeitskraft zu verwahren.“
Eines dieser Lager war das im Juni 1940 für männliche Jugendliche eingerichtete Jugend-KZ Moringen. Ritter besuchte das Lager häufig. Die Gedenkstätte Moringen beschreibt die Funktion des Lagers so:
„Ab 1941 war das Jugend-KZ Experimentierfeld innerhalb der NS-Rassenpolitik. Sogenannte Kriminalbiologen – unter der Führung von Dr. Dr. Robert Ritter – versuchten ihre Thesen, wonach „Kriminalität“ und „Asozialität“ erblich bedingt sein sollten, mit pseudowissenschaftlichen Untersuchungen an den inhaftierten Jungen zu belegen. Im Rahmen der NS-Rassenbiologie sollte auf der Basis der in Moringen geschaffenen „wissenschaftlichen“ Grundlagen die rassistische Rechtfertigung für die Ausrottung oder Unfruchtbarmachung ganzer Bevölkerungsgruppen in Deutschland und den besetzten Gebieten geschaffen werden. Versuchsobjekte waren die jungen Häftlinge.“
Ritter entwickelte den Aufbau des Blocksystems und begutachtete die „Zöglinge“ für die einzelnen Blöcke:
- D-Block Dauerversager 10–15 %
- F-Block fraglich Erziehungsfähige 20–25 %
- E-Block Erziehungsfähige 5–8 %
- G-Block Gelegenheitsversager 10–15 %
- S-Block Störer (Häftlinge interpretierten das als Strafblock) 5–10 %
- U-Block Untaugliche 5–10 %[74]

Das Häftlingsalter betrug zwischen 16 und 21 Jahren, das der meisten lag zwischen 19 und 20 Jahren. Bis zum 1. Januar 1943 wurden 106 „Zöglinge“ „nach erfolgter Lagererziehung“ entlassen, davon 70 zur Wehrmacht oder dem Reichsarbeitsdienst, 25 in Einrichtungen von Fürsorgebehörden und 11 in reguläre Arbeitsstellen. Als „unerziehbar“ wurden 42 entlassen, davon 12 in Konzentrationslager und 30 in Heil- und Pflegeanstalten. Im Lager brach aufgrund der desolaten Bedingungen mehrfach Tuberkulose aus, Brutalität wie Prügelstrafen, Essensentzug, Strafstehen, Schikanen aller Art oder Penisklammern für Bettnässer gehörten zum üblichen Strafprogramm. Bis Auflösung des Lagers im März 1945 kam es zu 56 Todesfällen, ein Häftling wurde auf der Flucht von den Wachmannschaften der Waffen-SS erschossen, einer bei einer Strafaktion erschlagen. „Zigeuner“ unter den Moringer Häftlingen wurden 1943 ins KZ Auschwitz deportiert.
Jugendschutzlager waren unter den Praktikern umstritten, wie u. a. die in manchen Regionen nur zögerliche Überweisung von „Zöglingen“ belegen, die mangelnde Auslastung musste durch verschärfende Richtlinien des Reichsinnenministeriums ausgeglichen werden. In der Praxis wurden die Lager auch zu Straflagern für nonkonformistische und politisch verdächtige Jugendliche etwa aus der Swing-Jugend oder von den Edelweißpiraten. Ein 1943/1944 neuer ST-Block (Stapo-Block) umfasste etwa 120–180 politische Einzeltäter, meist aus Hamburg stammende Swing-Boys, ab 1944 auch Kinder slowenischer Partisanen. Von den 1231 „Zöglingen“ die im Juli 1944 dort inhaftiert waren, sind in 90 Fällen Homosexualität und in 92 Fällen staatsfeindliche Äußerungen der Haftgrund.
Das Lager Uckermark für Frauen besaß ein weniger differenziertes Blocksystem, da der „Typus der verwahrlosten asozialen Mädchen“ „einheitlicher“ sei. In beiden Lagern herrschte Arbeitszwang von 8–10 Stunden täglich. Moringen erwirtschaftete auch unter Berücksichtigungen aller Kosten inklusive der Wachmannschaften mehrere hunderttausend Reichsmark.
In den Augen von Paul Werner, Leiter der Amtsgruppe Kriminalpolitik und Vorbeugung und Vertreter von Arthur Nebe im RSHA waren die Lager für „sehr schlechtes Menschenmaterial“, dessen „Verworfenheit“ „biologisch bedingt“ sei, besser geeignet als reguläre Einrichtungen der öffentlichen Jugendhilfe.
„Jugendschutzlager“ und kriminalbiologische Untersuchungen wurden 1945 in einer der ersten Alliierten Richtlinien verboten. Die Gleichstellung der Jugendschutzlager Moringen für den Zeitraum 15. August 1940 bis 9. April 1945 und Uckermark für den Zeitraum 1. Juni 1942 bis 20. April 1945 mit Konzentrationslagern durch deutsche Behörden erfolgte erst 1970.

#### Arbeit an Zeugen Jehovas und Jenischen

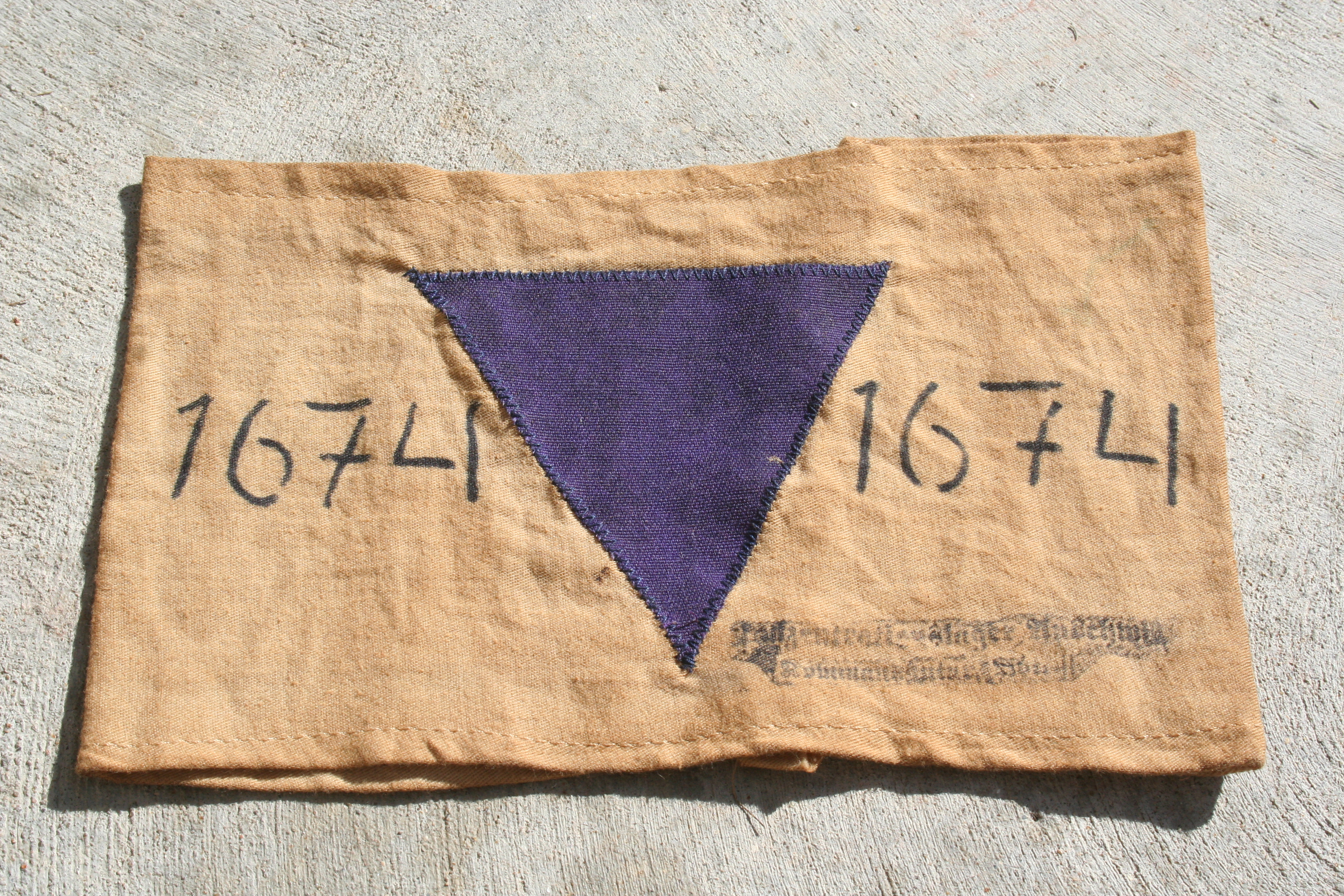
KZ-Kennzeichnung „Bibelforscher“

Im Winter 1943/44 begannen Assistentinnen Ritters, den „Erbwert“S. 208 und die „Sippenherkunft“ von Zeugen Jehovas im KZ Ravensbrück zu untersuchen. Es bleibt offen, ob Ritter damit die Verfolgung der Zeugen Jehovas nachträglich rassisch begründen wollte oder ob er im Gegenteil „positive rassische Eigenschaften“ dokumentieren wollte, die eine von Himmler angestrebte bessere Behandlung der Zeugen-Jehovas-Häftlinge legitimiert hätten.
Soweit die RHF für ein neben dem „Zigeunersippenarchiv“ eingeführtes „Landfahrersippenarchiv“ auch Jenische erfasste, subsumierte sie sie nach erbbiologischen Kriterien unter die Kategorie der „Nichtzigeuner“. Ritters Einschätzung Jenischer als „minderwertig“ und seine Forderung nach Aussonderung setzte sich auf der Normierungsebene nicht durch. Ihr Fehlen in späteren Normierungen wird als „fraglos[er] […] Beleg dafür“ gewertet, „dass es Ritter nicht gelungen ist, die Gesetzgeber davon zu überzeugen, dass die Jenischen eine relevante rassenhygienische Gruppe und Bedrohung darstellen“.
Erst nach dem Abschluss des „Zigeunersippenarchivs“ – die rassische Einstufung als Voraussetzung für die Vernichtungsdeportationen war jetzt gegeben – begann die RHF jenische Familien und die Familien anderer „fahrender“ Nicht-Roma in einem „Landfahrersippenarchiv“ zu erfassen. Es kam über begrenzte regionale Anfänge nicht hinaus.

## Nach 1945

### Die Akten der RHF
Um den Verbleib der Archivalien der RHF gab es in den 80er Jahren politische Auseinandersetzungen zwischen der Bürgerrechtsbewegung und staatlichen Behörden, die von einem nationalen und internationalen Medienecho, strafrechtlichen, disziplinarrechtlichen und zivilrechtlichen Auseinandersetzungen begleitet waren. Ins Bundesarchiv kamen die Akten erst 1980, also über 35 Jahre nach dem Untergang der RHF.
Schon vor Kriegsende wurde ein erheblicher Teil der Akten und Materialien der RHF von deren Mitarbeitern aus Berlin mitgenommen. Ein Teil, dessen Verbleib bis heute ungeklärt ist, kam nach Mecklenburg, ein weiterer nach Winnenden im heutigen Baden-Württemberg. In Mecklenburg befand sich die RHF-Außenstelle in der Nähe von KZs, in Winnenden eine Heilanstalt.
1947 erhielt Sophie Ehrhardt (ehemals RHF), die seit 1942 dem Rassenbiologischen Institut (nach 1945: Anthropologisches Institut) der Universität Tübingen angehörte, einen Teil des Materials. Kurz nach der Übergabe bearbeitete sie es z. B. in Bezug auf Hautleisten bzw. Fingerleistenmuster auf. Die Herkunft verschleierte sie mit der Angabe, es handle sich um von kriminalbiologischer Seite freundlicherweise zur Verfügung gestelltes Material. Entstanden sind aus dieser Forschung mehrere Publikationen, etwa Ehrhardts Über Handfurchen bei Zigeunern (1974) in der Festschrift zum 65. Geburtstag der Mainzer Anthropologin Ilse Schwidetzky, in der Angaben über die Herkunft des Materials fehlen. Ihre auf dem RHF-Material aufbauenden Populationsgenetischen Untersuchungen an Zigeunern wurden zwischen 1966 und 1970 von der DFG gefördert. Nachdem der neue Leiter des Tübinger Anthropologischen Instituts Horst Ritter 1969 (nicht mit R. Ritter verwandt) ein Bearbeitungsverbot ausgesprochen hatte, wurde das Material an das Anthropologische Institut in Mainz abgegeben.
Eva Justin (ehemals RHF) übergab am 21. Mai 1949 dem Landeskriminalamt München, wo seit 1946 eine „Landfahrerzentrale“ existierte, weitere Akten und Materialien. Die „Landfahrerzentrale“ München wurde von „Zigeunerexperten“ der ehemaligen Reichszentrale zur Bekämpfung des Zigeunerunwesens des früheren RSHA betrieben. Vermutlich bestanden hier persönliche Bekanntschaften aus dem Dritten Reich.
Stammbäume und andere Materialien der RHF erreichten ab den 1950er Jahren den Landauer Amtsarzt Hermann Arnold.
1960 wurde das Material des Bayerischen Landeskriminalamtes mit Zustimmung des Bayerischen Staatsministeriums des Innern an Arnold übergeben. Dieser hatte angegeben, sich seit 1947 mit sozialbiologischen Studien, insbesondere über Zigeuner, beschäftigt zu haben. Die Landfahrerstelle der Münchener Polizei wurde 1970 wegen Grundgesetzwidrigkeit aufgelöst.
1972 übergab Arnold ebenfalls genealogische Materialien an das Anthropologische Institut der Universität Mainz, die beiden bekannten Teile waren damit erstmals nach 1945 vereinigt.
1979 wurde das Bundesarchiv durch ein Schreiben der Gesellschaft für bedrohte Völker auf den Verbleib der Akten der Dienststelle des Reichsgesundheitsamtes aufmerksam gemacht. Das Bundesarchiv sichtete die Akten in Mainz und erklärte, dass die Materialien baldmöglichst in die Magazine des Bundesarchivs übernommen werden sollten, da sie unbestritten in seinen Zuständigkeitsbereich fielen.
Unter nicht völlig geklärten Umständen wurden die Akten am 19. Juni 1980 in das Universitätsarchiv Tübingen überführt, da sie dort von Sophie Ehrhardt „wissenschaftlich ausgewertet“ werden könnten. Auf Mainzer Seite war Ilse Schwidetzkys Nachfolger Wolfram Bernhard für die Übergabe zuständig. Ihm war die Absprache der Abgabe an das Bundesarchiv „inhaltlich nicht mehr vollständig gegenwärtig“, wie er vor der Staatsanwaltschaft aussagte.
„Diesem archivfachlich wie politisch unhaltbaren Zustand“, schrieb ein Archivar des Bundesarchivs, „setzte der Zentralrat Deutscher Sinti und Roma mit einer spektakulären Aktion ein Ende. Am 1. September 1981 besetzten Sinti und Roma das Universitätsarchiv in Tübingen. Man erzwang die unverzügliche Herausgabe der Unterlagen, verbrachte die Akten noch in der gleichen Nacht nach Koblenz und erreichte zu mitternächtlicher Stunde deren sofortige und im Hinblick auf etwaige archivfachliche Bewertungsmaßnahmen vorbehaltlose Aufnahme in die Magazine des Bundesarchivs. Dort sind sie seitdem als staatliches Archivgut zuständigkeitshalber archiviert.“
Die heute im Bundesarchiv lagernden Reste des Aktenbestandes umfassen 14 laufende Regalmeter in 338 Archiveinheiten (AE). Davon entfallen auf morphologisches Material 45 AE, Fotos einschließlich Negativfilme 30 AE, Dias 30 AE, Abzüge 9 AE, genealogisches Material 172 AE, Verschiedenes 14 AE, Schriftverkehr 1936–1939 8 AE, alphabetische Karteien einschließlich Exzerptkarteien 1734–1808, 1815–1938 21 AE, alphabetische und numerische Hilfskarteien 9 AE.
Auch die von Arnold an das Bundesarchiv übergebene „Zigeunersammlung“ enthielt noch über einen Regalmeter aussortierte Unterlagen der RHF.
In den heute im Bundesarchiv lagernden Aktenbeständen fehlen viele Teile, darunter auch die ca. 24.000 gutachtlichen Äußerungen, die die RHF erstellt hatte. Auch der ursprünglich sicher umfangreiche Schriftwechsel mit Polizeibehörden, der sich durch in Ausnahmen erhaltene Gegenüberlieferung belegen lässt, fehlt. Die Verschiebung und mutmaßlich gezielte Vernichtung von Teilen, der Weitergebrauch zu polizeilichen oder Forschungszwecken ist nicht nur ein moralisches Problem, sondern hat mit Sicherheit auch die Strafverfolgung der Täter und die Wiedergutmachung der Opfer behindert.

### Strafverfahren gegen RHF-Mitarbeiter
1948 wurde von der Staatsanwaltschaft Frankfurt a. M. ein Ermittlungsverfahren gegen Ritter und Justin eröffnet. Das Verfahren gegen Justin wurde wegen Mangels an Beweisen eingestellt. Bei Ritter folgte die Staatsanwaltschaft dessen Argumentation, er habe die Rassenforschung schon vor dem Auschwitz-Erlass 1942 eingestellt und könne somit gar nichts mit den Deportationen zu tun haben. Auch dieses Verfahren wurde eingestellt. Bis zu Ritters Tod 1951 folgte kein weiteres Verfahren. Gegen Justin wurde 1959 ein weiteres Strafverfahren eröffnet, bei dem der Tsiganologe Herrmann Arnold das entlastende Gutachten schrieb und Justin von jeglicher Beteiligung an der „Zigeunerverfolgung“ freisprach. Das Verfahren wurde 1960 eingestellt, Justin starb 1966, ohne dass es zu einem weiteren Verfahren gekommen war.
Das erste Strafverfahren gegen Würth und Ehrhardt wurde von der Staatsanwaltschaft Köln 1961 eröffnet und 1963 eingestellt, ein zweites wurde 1986 ebenfalls eingestellt. Entlastender Gutachter in diesem Verfahren war Hans Wilhelm Jürgens.S. 420f. Das letzte Strafverfahren gegen einen Mitarbeiter der RHF wurde 1984 gegen Kellermann eröffnet und 1989 eingestellt, da ihr keine mittelbare Beteiligung an Deportationen u. a. nach Auschwitz nachgewiesen werden konnte und die Staatsanwaltschaft die Ansicht vertrat, sie habe nicht abschätzen können, dass ihre Arbeit einem Völkermord diente.S. 288, 290
Über standesrechtliche Verfahren etwa gegen die Ärzte Ritter, Stein, Würth ist nichts bekannt. Die Deutsche Gesellschaft für Anthropologie weigerte sich in der Mitte der 1990er Jahre, Ehrhardt auszuschließen.

### Gedenken
Am 29. März 2019 wurde vor dem Gebäude eine Stele aufgestellt. Sie soll daran erinnern, dass in dieser NS-Forschungsstelle die „rassenbiologischen“ Arbeiten durchgeführt wurden, die eine Voraussetzung zur Verfolgung und Tötung der Sinti und Roma waren. Die Stele ist den Opfern gewidmet. Der künstlerische Entwurf stammt von Karin Rosenberg.

## Archivalien
- Bundesarchiv Bestand R 165: Rassenhygienische und Kriminalbiologische Forschungsstelle des Reichsgesundheitsamtes, Laufzeit 1936–1941 (14 lfm)
- Bundesarchiv Bestand R 160: Kriminalbiologische Forschungsstelle des Reichsgesundheitsamtes, Laufzeit: 1942–1943 (0,5 lfm)
- Bundesarchiv Koblenz ZSg 142 Anh.: Aus der Sammlung Arnold (ZSg 142) aussortierte Unterlagen, die von der Rassenhygienischen und kriminalbiologischen Forschungsstelle des Reichsgesundheitsamtes bzw. aus den Nachlässen von Dr. Robert Ritter und Eva Justin stammen. Laufzeit 1830–1975 (1 lfm)